# 大度橋
大度橋，又稱大度溪橋，位於台1線185公里處，為橫跨大肚溪聯絡臺中市烏日區榮泉里至彰化縣彰化市國聖里的大橋。

## 歷史

### 第一代舊橋原址

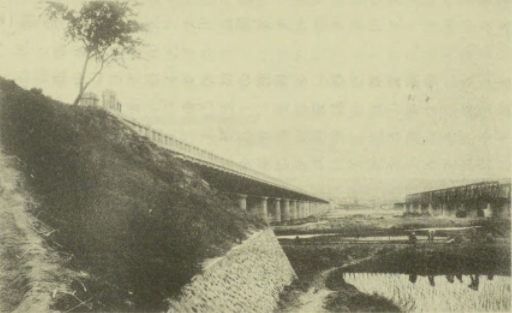
大肚橋

清代時居民在大肚溪設立渡口，以提供渡船服務，為當時往返南北的交通管道。日本治臺初期，為了軍事需求，著手興建台北至楓港的軍用道路，定名「縱貫道」（臺1線前身）。但在行經大肚溪並無橋樑，故於大正10年（1921年）7月興建，大正11年（1922年）12月完工，大正12年（1923年）5月14日啟用，命名大肚橋。大肚橋以鋼筋混凝土橋墩及上承式普拉特式（プラット）桁架橋構成，橋身長593.8公尺，寬度5.5公尺，僅容許車輛單向通行，為當時全臺灣最長的公路橋樑。
此橋位於海岸線鐵路大肚溪橋之西側（下游側），連接今臺中市大肚區興和路、南榮路與彰化縣彰化市國聖路。1946年大肚橋重建，並將原寬度拓成7.5公尺。1959年發生八七水災，大肚橋未受影響，但東側（上游側）旁邊海岸線鐵路與臺中線鐵路之大肚溪橋均被沖斷，致使大肚溪以南的災區無法獲得救援。

### 第二代舊橋
臺灣省交通處公路局（今公路總局）計畫改善縱貫公路，採行北、中、南三段施工，為了因應逐段拓寬需要，1967年另選址於臺中線鐵路大肚溪橋之東側（上游側）新建大度橋，1969年6月完工，9月通車，橋身長1,000公尺，寬為16公尺，橋身兩側設有路燈，橋面採瀝青混凝土鋪面，一躍形成現代化橋樑。隨著第二代橋完工，原第一代舊橋拆除。1988年第二代大度橋改建，將原寬度拓成31公尺。

### 第三代橋（現今）
第二代舊橋經過921大地震後，公路總局評估大度橋結構不足以耐震，故於2005年底動工改建，採先封閉北上車道再封閉南下車道改建的方式，將單向車道進行封閉施工，改建工程中增設人行道、機車道，於2008年12月26日完工啟用，為今所見第三代橋。

## 影像資料
- 1969年第二代大度橋（页面存档备份，存于） 彩色影像 有聲新聞片
- 外交團視察災區[永久] 黑白影像 有聲新聞片（外交團行經橋樑即舊橋）

## 解
1. ↑  依《臺灣道路發展史》記載是「大肚橋」，與《臺中州要覽》記載對照，可知「大度橋」此名是經過易名。
2. ↑  《臺中州要覽》此文獻是屬日文書籍，橋名則以漢字記載「大肚橋」。
3. ↑  プラット便是Pratt truss，是桁架橋一種型式。
4. ↑  公路總局前身是公路局，隸屬於臺灣省政府交通處，故全銜交通處公路局[9]。
5. ↑  見1。